# Rita Rasheed
Rita Rasheed, née le 5 août 1989 à Budapest est une joueuse hongroise de basket-ball.

## Biographie
Après une première saison réussie à Győr, elle prolonge pour deux saisons mais n'en accomplit qu'une (7,0 points avec 33 % d'adresse aux tirs et 2,6 rebonds en Euroligue et 12,3 points avec 47 % d'adresse, 2,8 rebonds et 2,3 en championnat) avant de rejoindre l'Italie.
Après une saison avec le promu San Martino di Lupari (13,6 points, 2,8 rebonds de moyenne en championnat), elle signe durant l'été 2014 en France à Saint-Amand. Déçue par un faible temps de jeu (3,0 points par rencontre, 0,8 rebond), elle est libérée par son le club après la sixième journée de championnat, qui prolonge Shona Thorburn pour la remplacer après le retour de blessure de Carine Paul.

## Équipe nationale
Présente dans les sélections U16, U18 et U20, elle est présélectionnée en équipe nationale de Hongrie mais n'est pas conservée parmi les 12 joueuses qui disputent les qualifications de l'Euro 2013.

## Clubs
- ?-2011 :  Szeviép Szeged
- 2011-2013 :  Seat-Szese Győr
- 2013-2014 :  San Martino di Lupari
- 2014-2015 :  Saint-Amand
- 2015-2017 :  DVTK Miskolc